# Islam Dudaev
Islam Dudayev (født 1995) er en russiskfødt albansk bryder, der konkurrerer i freestyle.
Han repræsenterede Albanien ved sommer-OL 2024 i Paris, hvor han vandt bronze i 65-kilosklassen.